# The Swinging Blue Jeans
The Swinging Blue Jeans foi uma banda britânica de merseybeat formada em 1959 em Liverpool, Inglaterra.
Embora mais lembrados por seu sucesso "Hippy Hippy Shake" de 1964, o Swinging Blue Jeans foi uma das bandas mais consistentes de Liverpool durante a Invasão Britânica dos anos 60. Apesar da repercussão alcançada com  alguns compactos como "You're No Good", o grupo desbandou em 1968.

## Discografia
- 1964 Blue Jeans a Swinging
- 1964 Live Im Cascade Beat-Club
- 1964 Shaking Time
- 1964 Tutti Frutti
- 1966 The Swinging Blue Jeans
- 2002 Live Shakin